# 百星酒店
《百星酒店》，是一部2013年香港賀歲喜劇電影，由谷德昭执导，在香港和杭州拍攝。影片于2013年2月1日在中国内地上映，同年2月10日在香港上映。
影片讲述了百星酒店的总公司遂派高管人员古黛进行改革促进服务，于是她带着一群拥有超凡个性的员工们开始了大动作，打造全新酒店成为了新年的超豪华大礼包，各种意想不到的惊喜，并促成多对美满姻缘。

## 劇情
百星酒店是一所位於著名旅遊勝地杭州千島湖的五星級豪華酒店。由於服務人手短缺，集團只好將一班四星級酒店的員工全數調職百星酒店工作，這群員工的核心包括了日夜盼望升為大堂經理的副經理包定（鄭中基）；覺得自己是明星胚子的餐飲主管兼酒保彭俊（杜汶澤）；對房間整理嚴格得接近病態的房務總管桃姐（吳君如）；一心希望嫁個有錢人的前台Sammy（盛君）。 
根據可靠消息，專門為酒店評級的神秘評級員，很快就會到百星酒店明查暗訪，假若員工水準不達標，百星酒店將會由五星降級到四星。集團有見及此，遂空降了炒人不貶眼的古黛（毛舜筠）到百星酒店當經理，重新整頓酒店的人事及架構。為了提高酒店知名度，古黛決意借出場地予電影劇組拍攝。片中兩大女主角凌夢露（吳千語）及柯夏萍（熊黛林）亦入住百星酒店，二人都有明星氣焰，令眾員工們疲於奔命。包定專責貼身照顧凌夢露，本以為大明星必定難以招待，豈料凌夢露在私人時間卻有孩子氣的一面，更對包定產生好感，令包定如沐春風。 
另一邊廂，一位超級尊貴的客戶-富商千金寶寶（薛凱琪）入住酒店。寶寶正準備承繼巨額遺產，唯一的條件就是她得在爺爺（夏春秋）及奶奶（邵音音）面前結婚。可是，寶寶沒有男朋友，遂前來找好友包定幫忙。包定見茲事體大，找來英俊保安主任雷勁（于波）來假扮新郎，企圖辦一場假婚禮瞞天過海。不過，寶寶的舅舅可新（黃百鳴）乃這份巨額遺產的委託人，為爭奪遺產，誓要阻止這場婚禮。
最后，包定在与自己崇拜的偶像明星凌梦露邂逅约会后，方知爱情真谛，便在自己精心为青梅竹马的“好兄弟”——宝宝与雷劲的婚礼现场上，向新娘宝宝求婚成功。在大家的努力下，百星酒店亦升级为全区唯一一家特级五星级酒店。

## 演員

### 百星酒店

#### 職員
| 演員   | 角色   | 關係／暱稱                                               |
| 毛舜筠 | 古 黛  | 酒店總經理 外國歸來的企管精英                            |
| 鄭中基 | 包 定  | 網名包搞定 酒店副經理 慕容寶寶之好友，後為其夫           |
| 杜汶澤 | 彭 俊  | 酒店餐飲主管兼酒保 認為自己有成為演員的條件              |
| 吳君如 | 田蜜桃 | 桃姐 清潔主任 有潔癖                                     |
| 波     | 雷 勁  | 酒店保安主任 真正的神秘評星員 曾被臨時拉伕當寶寶的假男友 |
| 張紋嘉 | 何惠君 | Jessica 服務員                                           |
| 盛 君  | 林嘉美 | Sammy 服務員                                             |

#### 住客
| 演員   | 角色     | 關係／暱稱                                                          |
| 黃百鳴 | 陳可新   | 酒店住客 破產富翁 寶寶之舅父 患有強迫症                             |
| 薛凯琪 | 慕容寶寶 | 酒店住客 千金小姐 陳可新的外甥女 包定之好友，後為其妻               |
| 葛民輝 | 黃大華   | 酒店住客 棟篤笑演員 膽小，想不出棟篤笑靈感就玩自殺 眾酒店的黑名單   |
| 詹瑞文 | 信心黃   | 酒店住客 漁民 被誤認為神秘評星員                                    |
| 熊黛林 | 柯夏萍   | 超級巨星 雙面人 表面親切實際個性惡劣 入行前是黑社會綽號「佐敦臭四」 |
| 吳千語 | 凌夢露   | 酒店住客 新晉演員 為拍攝新戲而假裝愛上包定                          |

### 其他演員
| 演員   | 角色     | 關係／暱稱       |
| 夏春秋 | 爺 爺    | 寶寶之爺爺       |
| 邵音音 | 嫲 嫲    | 寶寶之嫲嫲       |
| 葉 璇  | 肥 九    | 「天馬旅遊」導遊 |
| 鄭 祖  |          | 凌夢露之經理人   |
| 谷德昭 | 導 演    |                  |
| 黎美言 | Winkle   | 性感女郎         |
| 陳寶轅 | 攝影師   | 婚照摄影师       |
| 田啟文 | 香檳大王 |                  |
| 陳茂賢 | 魚頭大王 |                  |

## 評價
- 香港爽報的善人給予3顆星（最高5顆），說：「近十多年，香港由沒有賀歲片變成每年有兩部例牌的：邵氏與黃百鳴的惡鬥。前者賣的是香港情懷，大家都愛；後者集結紅星，質素參差。不過今年卻有新局面，《百星酒店》黃百鳴夥拍谷德昭，兩個令部份人耍手擰頭的名字，出奇的負負得正，加上由《低俗喜劇》大熟大勇的鄭中基作主軸，毛舜筠、吳君如的副線也好搶眼，各人戲份不再東拼西湊，好笑之餘難得沒有國產味，始料不及。」[1]

## 外部連結
- 《百星酒店》的Facebook專頁
- 百星酒店 （页面存档备份，存于）在雅虎香港的電影頁面
- Yahoo奇摩電影上《百星酒店》的資料（繁體中文）
- MSN娛樂上《百星酒店》的資料（繁體中文）

- 開眼電影網上《百星酒店》的資料（繁體中文）
- 豆瓣电影上《百星酒店》的資料 （简体中文）
- 时光网上《百星酒店》的資料（简体中文）
- AllMovie上《百星酒店》的资料（英文）
- 爛番茄上《百星酒店》的資料（英文）
- 香港影庫上《百星酒店》的資料（繁體中文）
- 互联网电影数据库（IMDb）上《百星酒店》的资料（英文）